# KRI Trisula
Le KRI Trisula (404) est un sous-marin de classe Whiskey (Project 613) de la marine indonésienne, fabriqué en Union soviétique.

## Conception
La conception initiale a été développée au début des années 1940 en tant que suite du sous-marin de Classe Chtchouka. À la suite de l’expérience de la Seconde Guerre mondiale et de la capture de la technologie allemande à la fin de la guerre, les Soviétiques ont émis une nouvelle exigence de conception en 1946. La conception révisée a été développée par le bureau d'études Lazurit basé à Gorki. Comme la plupart des sous-marins conventionnels conçus de 1946 à 1960, la conception a été fortement influencée par le Unterseeboot type XXI de l’Allemagne nazie. Au cours des années 1950, les chantiers navals soviétiques ont produit plus de 200 bateaux de classe Whiskey.

## Historique
Au cours des années 1950, l’Indonésie nouvellement indépendante a cherché à étendre son contrôle politique sur les îles périphériques, dont certaines arboraient encore le drapeau colonial néerlandais. Sous la direction du leader indépendantiste Soekarno, Jakarta a commencé à faire des achats importants d’armes soviétiques pour soutenir sa politique de « confrontation » consistant à utiliser la pression militaire. Ces acquisitions comprenaient douze sous-marins diesel-électriques soviétiques de 1470 tonnes de classe Whiskey et un ravitailleur de sous-marins (le KRI Ratulangi) pour les soutenir. Grâce à cet achat, pendant environ une décennie, l’Indonésie a eu la plus grande flotte de sous-marins d’Asie du Sud-Est. Les sous-marins ont été livrés entre 1959 et 1962, avec des torpilles acoustiques anti-navires SAET-50 alors d’une technologie avancée. Les premiers équipages indonésiens ont reçu neuf mois de formation en anglais à Gdańsk, en Pologne, de la part d’instructeurs russes, y compris des croisières sur la mer Baltique. 
Jakarta a rapidement utilisé ces sous-marins dans sa campagne pour le contrôle de la Nouvelle-Guinée occidentale, comme décrit par le contre-amiral Agung Pramono dans son Histoire de l’escadrille de sous-marins indonésiens :

« Il y a eu trois déploiements de sous-marins au cours de l’opération militaire contre les forces néerlandaises en Papouasie occidentale, appelée Jaya Wijaya 1. Les KRI Nagabanda (403), KRI Trisula (402) et KRI Tjandrasa (408) ont lancé avec succès une attaque contre les forces néerlandaises dans la région de Papouasie occidentale. »

Ayant échoué par la diplomatie, Soekarno a pris la décision de lancer une action militaire pour s’emparer de l’Irian occidental (Papouasie) aux dépens des Hollandais. Le 19 décembre 1961, il a annoncé l’opération Trikora (Tri People’s Command) qui avait les buts suivants : échec de l’établissement d’un État fantoche en Papouasie, soutenir le Merah Putih et mobilisation générale pour maintenir l’indépendance et l’unité indonésiennes. L’exécuteur de l’opération était le Mandala Liberation Command of West Irian, un commandement de combat interarmées, sous la direction du général de division Soeharto
Pour reconnaître le terrain et les forces de l’adversaire, le Mandala Command a mené des opérations d’infiltration. L’une d’elles était l’opération Tjakra II, qui eut lieu les 15 et 26 août 1962. Pour cette opération, la Marine a déployé trois sous-marins de classe Whiskey, les KRI Nagabanda, Trisula et Tjandrasa. Dans l’opération Tjakra II, les trois sous-marins avaient des points d’atterrissage différents même s’ils étaient tous dans la baie de Tanah Merah, en Papouasie. C’est pourquoi le sous-marin Trisula est parti le plus tôt, parce qu’il a s’était vu assigner le point d’atterrissage le plus éloigné. Après avoir reçu ses ordres du commandant de l’unité de sous-marins 15, le colonel RP Poernomo, le 15 août 1962, le commandant du Trisula, le major Teddy Asikin Nataatmadja, a emmené son sous-marin vers la baie de Tanah Merah. Le départ du Trisula a marqué le début de l’opération Tjakra II, qui a réuni l’équipe DPC (Chusus Forces Squad), RPKAD (Army Special Forces Regiment) et une équipe de scientifiques. Les équipes des forces spéciales à bord des sous-marins Trisula et Nagabanda étaient chargées de saboter les défenses néerlandaises autour de la ville de Hollandia ou autour de l’aérodrome de Sentani, a écrit Atmadji Sumarkidjo dans Mission accomplie: Mission spéciale d’atterrissage par le sous-marin RI Tjandrasa. Pendant ce temps, une équipe de scientifiques a préparé le public à participer à un gouvernement temporaire autour de l’après-invasion et de l’occupation de Biak qui avait été programmée.
De la base de la baie de Kupa-kupa, Halmahera, le Trisula a fait route vers l’est sur un cap de 070 degrés. La route un peu vers le nord a été prise pour éviter la détection par les avions hollandais Lockheed P-2 Neptune basés à Biak. Lettu Dolf Latumahina, commandant de l’équipe DPC-2 du RPKAD, et ses 14 hommes se trouvaient à bord du Trisula. Il s’agissait d’une des nombreuses équipes spéciales formées par le RPKAD avant la campagne de libération de l’Ouest de l’Irian. Parmi les nombreuses DPC, chacune avait sa propre spécialité. La DPC-2 a reçu une formation directe du major Benny Moerdani et s’est spécialisé dans l’intrusion sous-marine.
Au nord de Hollandia, le navire a tourné vers le sud. Le Trisula est déjà près du rivage au crépuscule. À environ trois miles du rivage, le Trisula a commencé à émerger des profondeurs de l’océan. Les soldats ont commencé à se crisper. Après l’ouverture de la porte étanche située à la proue, deux canots pneumatiques ont été sortis et gonflés, puis ont transporté les troupes du DPC-2 sur une plage située à 300 mètres de là. Dès leur arrivée, ils ont immédiatement parlé aux habitants. Mais cela n’a pas duré longtemps. L’équipage du Trisula a vu une lumière vacillante venant de la terre. Le commandant du Trisula, le major Asikin, a ordonné aux forces DPC-2 de revenir immédiatement au sous-marin. Pendant qu’ils discutaient de la lumière, deux avions Neptune hollandais sont venus et les ont encerclés.
Dès que les troupes du DPC-2 sont rentrées à bord, le Trisula a immédiatement plongé à une profondeur de 150 mètres. Il s’est avéré que non seulement des avions néerlandais les poursuivaient, mais aussi un destroyer de la marine royale néerlandaise. Le Trisula plonge plus profond, à une profondeur de 180 mètres. Environ deux heures plus tard, le destroyer était au-dessus de l’emplacement où le Trisula se cachait. Le destroyer a continué à tourner au-dessus de la position du Trisula. L’équipage du sous-marin pouvait entendre à l’oreille nue le son des sirènes à bord du destroyer, a écrit Sumarkidjo. Le Trisula a conservé sa profondeur et continua de se déplacer vers le nord. Après avoir atteint la position 2oLU, le sous-marin a viré vers l’ouest et a finalement atteint sa base de départ. De nombreux membres de l’équipage de Trisula ont été déçus parce qu’une fois amarrés, ils ont appris qu’un cessez-le-feu avait été ordonné.
Jakarta a finalement atteint son objectif de forcer les Néerlandais à quitter la Nouvelle-Guinée occidentale. Puis, de 1963 à 1966, il s’est opposé militairement sans succès à la création d’un État malaisien indépendant, l’entraînant dans des affrontements répétés avec les forces australiennes. 
Cependant, le réchauffement des relations de Sukarno avec l’Union soviétique a inspiré les efforts américains pour le déstabiliser. Enfin, en 1966-1967, la CIA a aidé à orchestrer un coup d'État militaire de droite, qui a entraîné le massacre de plus d’un demi-million de communistes indonésiens et de minorités ethniques. Cette boucherie a refroidi les relations avec l’Union soviétique, qui a cessé de fournir les pièces de rechange et l’expertise de maintenance nécessaires pour faire fonctionner les sous-marins, forçant l’Indonésie à cannibaliser la majeure partie de sa flotte dans les années 1970. Pendant le règne de Soeharto, qui accordait plus d’attention au développement des capacités militaires de l’armée, le navire a reçu moins d’entretien, avant de finalement prendre sa retraite en 1974.